# Brug 522
Brug 522 is een bouwkundig kunstwerk van hout en beton in het Amsterdamse Bos.
Het kunstwerk is zowel brug als terreinafscheiding. De afsluitbare brug vormt de schakel tussen het Openluchttheater en de Grote Speelweide in het Amsterdamse Bos. Het onderliggende water heet de Gemaalsloot; het voert naar een gemaal.

## Ontwerp
De brug maakt deel uit van een verzameling bruggen die architect Piet Kramer van de Dienst der Publieke Werken voor het Amsterdamse Bos ontwierp. Het is een van de vele variaties binnen zijn houten bruggen voor het bos, die veel gelijkenis vertonen, maar toch allemaal verschillend zijn. Brug 522 heeft zusters in de brug 512, brug 513 en brug 514, doch daarvan in brug 512 uit 1968 naar deze brug gemodelleerd. Anders dan die bruggen heeft brug 522 een overklimbeveiliging. De brug is echter wel minstens eenmaal vernieuwd, want de originele houten landhoofden en het houten rijdek zijn in 1970 vervangen door beton. Het is te herkennen aan de bouwmaterialen, maar ook aan het weggewerkte hoogteverschil tussen voet- en fietspaden dat Kramer bij dit soort bruggen hanteerde. De brug heeft daarboven weer alle kenmerken van het werk van Kramer met veel houtbewerking in afgeschuinde balusters (hoofdbalusters met kapjes), leuningen en hekwerken en metalen versiersels in scharnieren en kapjes op de deurstijlen. Wat ook typisch Kramer is zijn de aansluitende bankjes. Tal van bruggen van hem hebben deze toevoegingen tot aan de Utrechtsebrug aan toe.

## Culturele waarde
In 1999 werden alle bruggen in het Amsterdamse Bos door MTD Landschapsarchitecten in opdracht van de gemeente onderzocht op hun cultureel belang. Zij constateerden voor brug 522 dat het voor het bos een waardevolle brug was vanwege:
- de scheiding tussen bos met daarin het theater en open vlakte, de speelweide
- de eenheid in houten dek en leuningen;
- de karakteristieke houtverbindingen;
- opvallende kleurstelling (wit, rood en groen) in bosachtige omgeving
- hek en bankjes

Naast de brug kwam een happertje.
Amstelveen benoemde ondanks de vernieuwde betonconstructie de brug in 2003 tot gemeentelijk monument op basis van onder meer bovenstaande kenmerken. Als extra element voegde Amstelveen nog toe de trechterachtige toegang vanuit de Grote Speelweide naar de brug toe (of andersom verbreding naar de Grote Speelweide).

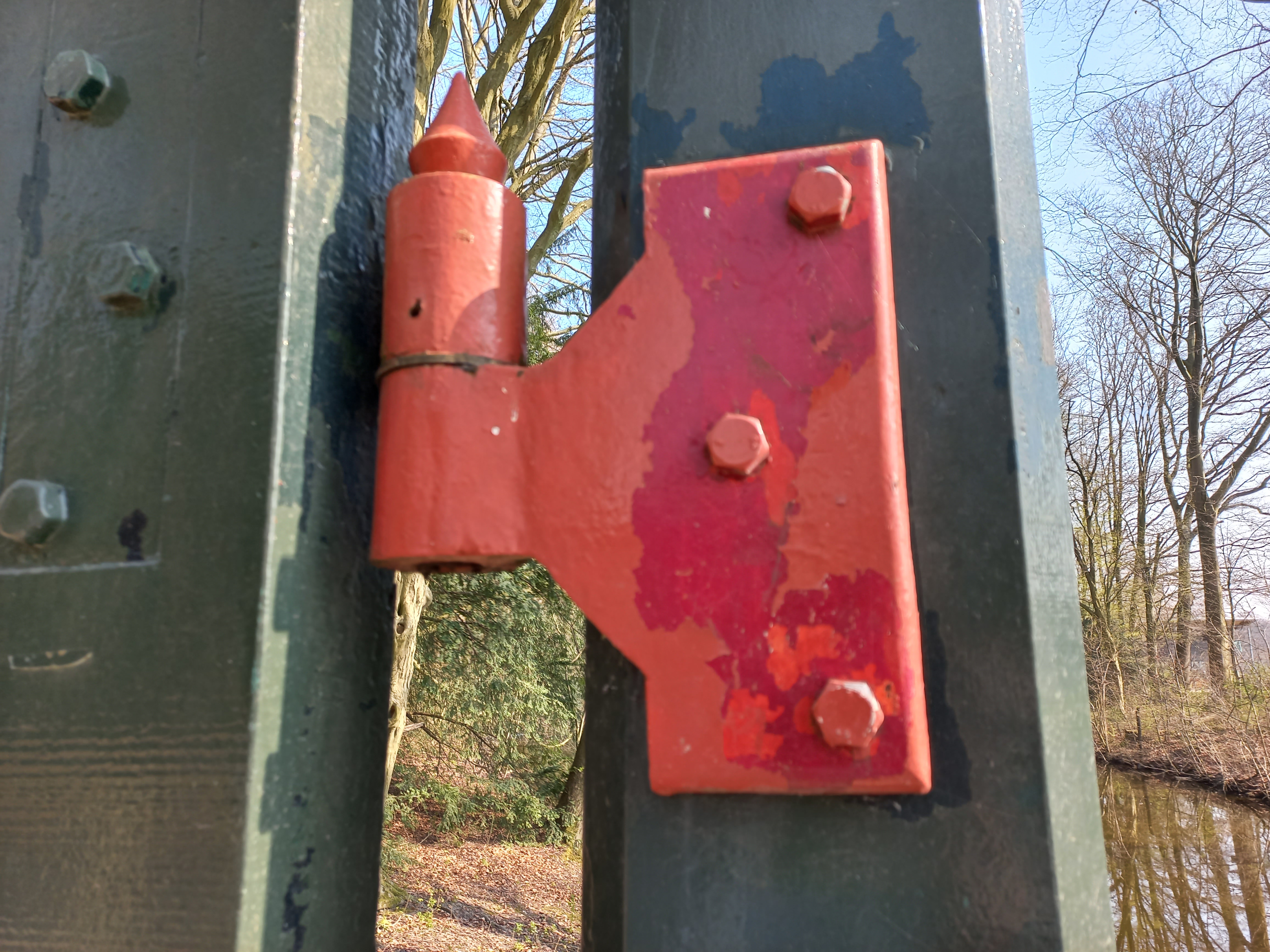
Scharnier van brug 522 (maart 2022)

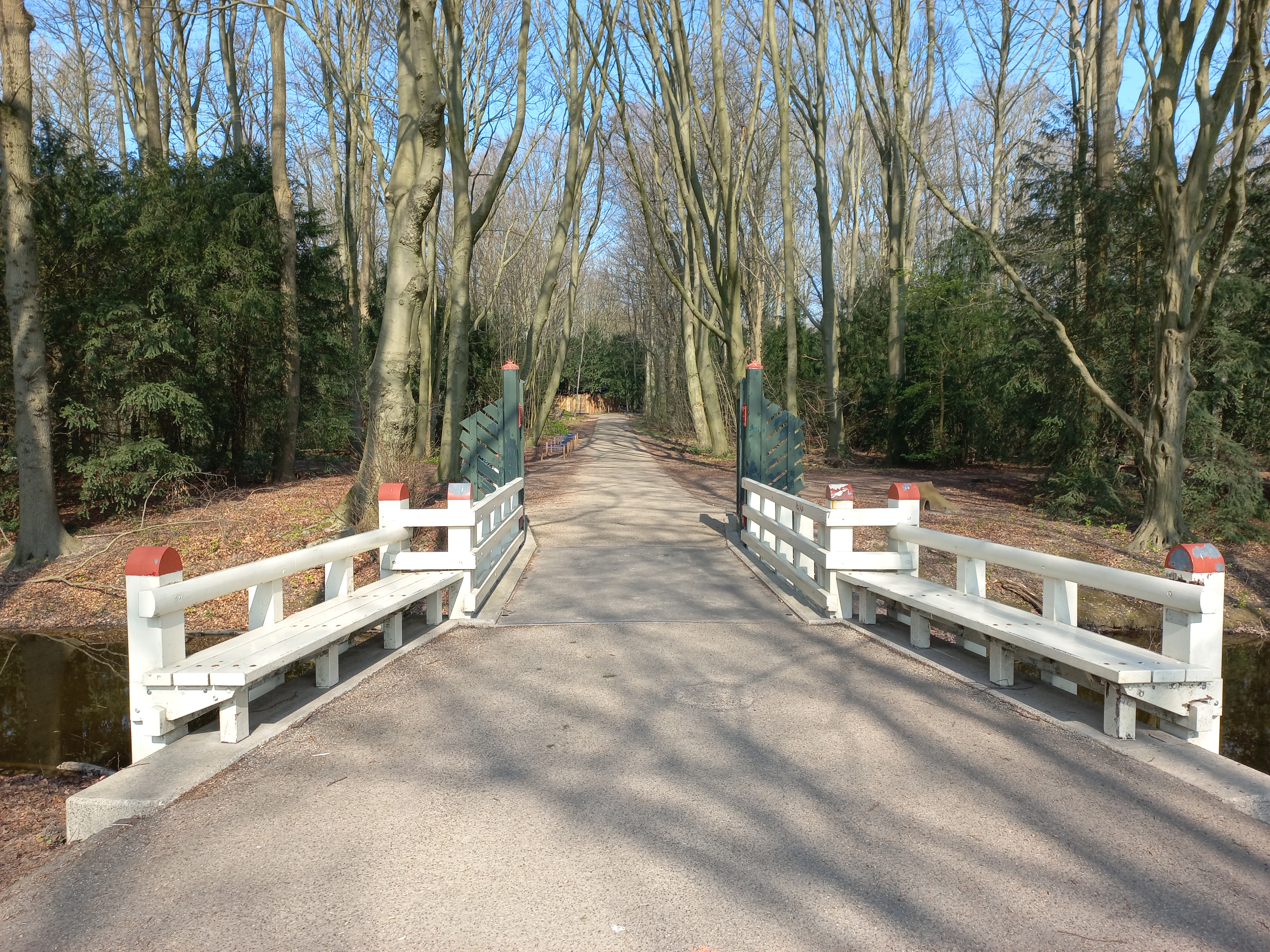
Brug 522 met bankjes richting Openlucht Theater (maart 2022)

<<< · 500 · 501 ·  503 · 504 · 505 · 506 · 507 · 508 · 509 · 510 · 511 · 512 · 513 · 514 · 515 · 516 · 517 · 518 · 519 · 520 · 521 · 522 · 523 · 525 · 526 · 527 · 528 · 530 · 531 · 532 · 533 · 534 · 535 · 536 · 537 · 538 · 539 · 540 · 541 · 542 · 543 · 544 · 545 · 546 · 547 · 548 · 549 · 550 · 551 · 552 · 553 · 554 · 555 · 556 · 557 · 558 · 559 · 560 · 561 · 562 · 563 · 564 · 565 · 566 · 567 · 569 · 571 · 572 · 573 · 575 · 577 · 578 · 580 · 581 · 582 · 583 · 584 · 586 · 587 · 589 · 590 · 591 · 592 · 593 · 594 · >>>
Brugnummers 502, 524, 529, 568, 570, 574, 576, 579, 585, 588, 595, 596, 597, 598, 599 zijn niet (meer) vergeven.